# (58627) Rieko
(58627) Rieko est un astéroïde de la ceinture principale.

## Description
(58627) Rieko est un astéroïde de la ceinture principale. Il fut découvert le 8 novembre 1997 à Toyama par Masakatsu Aoki. Il présente une orbite caractérisée par un demi-grand axe de 2,31 UA, une excentricité de 0,17 et une inclinaison de 7,4° par rapport à l'écliptique.

## Compléments